# Рудник Ендюренс
Рудник Ендюренс (Endurance) — колишній гірничодобувний майданчик на австралійському острові Тасманія. Також відомий як рудник Соуз-Маунт-Кемерон.
Олов'яна копальня почала роботу в 1904 році та первісно належала South Mount Cameron Tin-mining Company. У 1922-му контроль над рудником перейшов до Endurance Tin Mining Company, No Liability, що перші кілька років демонструвала гарні результати. Потім ситуація погіршилась, а в період світової економічної кризи в 1929—1930 роках рудник Ендюранс навіть довелось зупиняти.
Втім, копальня в підсумку витримала кризу і навіть змогла вирішити проблему нестачі води, коли в 1933-му придбали ГЕС Муріна, яка до того обслуговувала розташований за кілька кілометрів південніше олов'яний рудник Пайонір (у підсумку електростанція пережила обидві копальні та була закрита лише в 2008 році).
З 1945-го попутно добували білу глину (каолін), яку постачали целюлозно-паперовому комібінату в Берні. Розробка каоліна тривала до 1962 року та дала накопичений видобуток у 53 тисячі тонн.
Станом на 1968 рік запаси руди на головній східній ділянці були практично вичерпані і в 1970-му копальня припинила роботу. На цей час накопичений видобуток за період з початку розробки склав 3050 тонн олова.
У тому ж 1970-му права на родовище придбала компанія Blue Metal Industries, а в 1978-му вони перейшли до Amdex Mining Ltd. Звіт останньої за рік, що завершився червнем 1982-го, містить згадку про видобуток олова з ділянок № 1, Ріверсайд та Кліфтон, з яких до кінця року в роботі перебувала тільки остання. Звіт за наступний рік вже не згадує про рудник Ендюренс.